# Fred Asparagus
Fred Asparagus est un acteur américain né le 10 juin 1947 dans le comté de Los Angeles, Californie (États-Unis), mort le 30 juin 1998 à Panorama City (Californie).

## Filmographie
- 1984 : Surf II (en) : Fat Boy #1
- 1984 : Spinal Tap (This Is Spinal Tap) : Joe 'Mama' Besser
- 1984 : Patrouille de nuit : Fat Mexican
- 1984 : Breakin' 2: Electric Boogaloo (en) : Hispanic Man
- 1986 : Huit millions de façons de mourir (8 Million Ways to Die) : Mundo
- 1986 : Trois amigos ! (¡Three Amigos!) : Bartender
- 1987 : Jonathan Winters: On the Ledge (TV) : Additional Improviser
- 1987 : Dragnet : Tito Provencal
- 1987 : Beauté fatale (Fatal Beauty) : Delgadillo
- 1988 : Couleurs (Colors) : Cook
- 1989 : Andrew Dice Clay Live! The Diceman Cometh (vidéo) : Scalper
- 1989 : Terminal Force
- 1989 : The Lords of Magick : Theatre Performer
- 1990 : Havana : Baby Hernandez
- 1991 : The Five Heartbeats (en) : Big Red's Guys
- 1994 : Le Flic de Beverly Hills 3 (Beverly Hills Cop III) : Bobby
- 1995 : Galaxis : Victor Menendez
- 1995 : Faux frères, vrais jumeaux (Steal Big Steal Little), d'Andrew Davis : Angel
- 1996 : The Glass Cage : Waiter
- 1998 : Sacré Slappy (Slappy and the Stinkers) : Dockhand
- 1999 : Gary & Linda (Just the Ticket) : Zeus